# Jeździectwo na Igrzyskach Panamerykańskich 2011
Jeździectwo na Igrzyskach Panamerykańskich 2011 odbywało się w dniach 15–29 października 2011 roku. Stu sześćdziesięciu jeden zawodników obojga płci rywalizowało na trzech obiektach – Guadalajara Country Club, Hípica Club i Santa Sofía Golf Club – łącznie w sześciu konkurencjach, trzech indywidualnych i trzech drużynowych.

## Podsumowanie

### Klasyfikacja medalowa
| Klasyfikacja medalowa | Klasyfikacja medalowa | Klasyfikacja medalowa | Klasyfikacja medalowa | Klasyfikacja medalowa | Klasyfikacja medalowa |
| Miejsce               | Państwo               | Złoto                 | Srebro                | Brąz                  | Razem                 |
| --------------------- | --------------------- | --------------------- | --------------------- | --------------------- | --------------------- |
| 1                     | Stany Zjednoczone     | 5                     | 3                     | 2                     | 10                    |
| 2                     | Kanada                | 1                     | 2                     | 0                     | 3                     |
| 3                     | Brazylia              | 0                     | 1                     | 2                     | 3                     |
| 4                     | Kolumbia              | 0                     | 0                     | 1                     | 1                     |
| =                     | Meksyk                | 0                     | 0                     | 1                     | 1                     |
| Razem                 | Razem                 | 6                     | 6                     | 6                     | 18                    |

### Medaliści
| Konkurencja              | 1. miejsce | 1. miejsce | 2. miejsce | 2. miejsce | 3. miejsce | 3. miejsce |
| ------------------------ | --- | ---------- | --- | ---------- | --- | ---------- |
| Skoki indywidualnie      | Christine McCrea (Romantovich Take One) | 0,88       | Beezie Madden (Coral Reef Via Volo) | 1,00       | Bernardo Alves (Bridgit) | 2,09       |
| Skoki drużynowe          | Stany Zjednoczone · Kent Farrington (Uceko) · Beezie Madden (Coral Reef Via Volo) · Christine McCrea (Romantovich Take One) · McLain Ward (Antares F)                                         | 2,90       | Brazylia · Álvaro de Miranda Neto (AD Norson) · Bernardo Alves (Bridgit) · Karina Johannpeter (SRF Dragonfly de Joter) · Rodrigo Pessoa (HH Ashley)                    | 11,58      | Meksyk · Antonio Maurer (Callao) · Alberto Michan (Rosalía la Silla) · Enrique González (Criptonite) · Daniel Michan (Ragna T)                                                   | 13,24      |
| Ujeżdżenie indywidualnie | Steffan Peters (Weltino's Magic) | 82,690     | Heather Anderson Blitz (Paragon) | 81,917     | Marisa Festerling (Big Tyme) | 77,545     |
| Ujeżdżenie drużynowe     | Stany Zjednoczone · Steffan Peters (Weltino's Magic) · Heather Anderson Blitz (Paragon) · Cesar Alberto Parra (Grandioso) · Marisa Festerling (Big Tyme)                                      | 75,754     | Kanada · Thomas Dvorak (Viva's Salieri W) · Crystal Kroetch (Lymrix) · Tina Irwin (Winston) · Roberta Byng-Morris (Reiki Thyne)                                        | 70,413     | Kolumbia · Marco Bernal (Farewell) · Constanza Jaramillo (Wakana) · Juan Mauricio (First Fisherman) · María Inés García (Beckam)                                                 | 69,614     |
| WKKW indywidualnie       | Jessica Phoenix (Pavarotti) | 43,90      | Hannah Burnett (Harbour Pilot) | 45,20      | Bruce Davidson Jr. (Foxwood High) | 48,90      |
| WKKW drużynowe           | Stany Zjednoczone · Lynn Symansky (Donner) · Hannah Burnett (Harbour Pilot) · Jack Pollard (Schoensgreen Hanni) · Bruce Davidson Jr. (Absolute Liberty) · Shannon Lilley (Ballingowan Pizazz) | 138,60     | Kanada · Selena O’Hanlon (Foxwood High) · Rebecca Howard (Roquefort) · Jessica Phoenix (Pavarotti) · Hawley Bennett (Five O'clock Somewhere) · James Atkinson (Gustav) | 147,40     | Brazylia · Jesper Martendal (Laid Jimmy) · Marcelo Tosi (Eleda All Black) · Marcio Jorge (Josephine MCJ) · Rui Fonseca Filho (Tom Bombadill Too) · Serguei Fofanoff (Barbara TW) | 162,70     |